# フィリップ・フルゴビッチ
フィリップ・フルゴビッチ（Filip Hrgovic、1992年6月4日 - ）は、クロアチアのプロボクサー。ザグレブ出身。トレーナーはペドロ・ディアス。

## 来歴

### アマチュア時代
2010年4月、AIBA世界ユース選手権にスーパーヘビー級（91kg超）で出場し、準決勝でジョセフ・パーカー、決勝でトニー・ヨカに勝利して、金メダルを獲得した。
2011年9月、世界ボクシング選手権にスーパーヘビー級（91kg超）で出場し、準々決勝でイヴァン・ディッコに敗退した。
2013年10月、世界ボクシング選手権にスーパーヘビー級（91kg超）で出場し、準々決勝でロベルト・カンマレーレに敗退した。
2015年10月、世界ボクシング選手権にスーパーヘビー級（91kg超）で出場し、準々決勝でトニー・ヨカに敗退した。
2016年8月、リオデジャネイロオリンピックにスーパーヘビー級（91kg超）で出場し、準決勝でトニー・ヨカに敗退するが銅メダルを獲得した。

### プロ時代
2017年9月30日、リガのアリーナ・リガでマイリス・ブリエディスvsマイク・ペレスの前座でデビュー戦としてラファエル・ザンブラーノ・ラブと対戦し、初回1分40秒TKO勝ちを収めた。
2017年10月5日、ヴィルフリート・ザウアーラントが率いるザウアーラント・イベントと契約を結んだ。
2018年9月8日、ザグレブのアリーナ・ザグレブでアミール・マンスールとWBCインターナショナルヘビー級王座決定戦を行い、3回終了KO勝ちを収め王座を獲得した。
2018年12月8日、ザグレブのドラジェン・ペトロヴィッチ・バスケットボール・ホールでケビン・ジョンソンと対戦し、8回3-0（3者共80-71）の判定勝ちを収めた。
2019年2月14日、ザウアーラント・イベントとエディー・ハーンのマッチルーム・スポーツが提携を結んだ事によりフルゴビッチもマッチルーム・スポーツと契約を結んだ。
2019年5月25日、メリーランド州オクソン・ヒルのMGM・ナショナル・ハーバー内ザ・シアターでグレゴリー・コービンとWBCインターナショナルヘビー級タイトルマッチを行い、初回1分KO勝ちを収め初防衛に成功した。
2019年8月24日、エルモシージョのセントロ・デ・ウソス・ムルチプレスでマリオ・ヘレディアとWBCインターナショナルヘビー級タイトルマッチを行い、3回33秒KO勝ちを収め2度目の防衛に成功した。
2019年12月7日、ディルイーヤのディルイーヤ・アリーナでアンディ・ルイス・ジュニア対アンソニー・ジョシュア第2戦の前座でエリック・モリーナとWBCインターナショナルヘビー級タイトルマッチを行い、3回2分3秒KO勝ちを収め3度目の防衛に成功した。
2020年11月7日、フロリダ州ハリウッドのセミノール・ハードロック・ホテル・アンド・カジノ・ハリウッド内ハード・ロック・ライブで元WBC世界クルーザー級ユース王者ライデル・ブーカーとIBFインターナショナルヘビー級王座決定戦を行い、5回2分20秒TKO勝ちを収め王座を獲得した。
2021年9月10日、クラーゲンフルトのヴェルターゼー・シュターディオンでGBUインターコンチネンタルヘビー級王者のマルコ・ラドンジッチとIBFインターナショナル同級タイトルマッチを行い、5度ダウンを奪い3回終了時にラドンジッチが棄権した為TKO勝ちを収め初防衛に成功した。
2021年12月4日、ラスベガスのMGMグランド・ガーデン・アリーナでGBUコンチネンタルヘビー級王者のエミール・アフマトビッチとIBFインターナショナル同級タイトルマッチを行い、3度ダウンを奪い3回40秒TKO勝ちを収め2度目の防衛に成功した。当初はスコット・アレクサンダーと対戦する予定だったが、5日前にアレクサンターが負傷した為アフマトビッチに変更して行われた。
2022年8月20日、サウジアラビアのキング・アブドゥッラー・スポーツシティ敷地内にある1万人収容のキング・アブドゥッラー・スポーツシティ・アリーナにてオレクサンドル・ウシク対アンソニー・ジョシュア第2戦の前座でIBF世界ヘビー級15位の張志磊とIBF世界同級王座挑戦者決定戦を行い、12回3-0（2者が115-113、114-113）の判定勝ちを収め、オレクサンドル・ウシクへの挑戦権を獲得した。
2024年6月1日、サウジアラビアのキングダム・アリーナで行われたマッチルーム・スポーツとクイーンズベリー・プロモーションズによる5対5の対抗戦の副将戦で元WBA世界ヘビー級レギュラー王者でIBF世界同級4位のダニエル・デュボアとIBF暫定・世界同級王座決定戦を行うも、プロ初黒星となる8回54秒TKO負けを喫し暫定王座獲得に失敗した。当初はIBF世界同級挑戦者決定戦として行われる予定だったが、以前フルゴビッチが指名挑戦権を得ていた王者のオレクサンドル・ウシクがIBFに例外の申請を行ったことに伴い、IBFが試合2日前の2024年5月30日に暫定王座決定戦として急遽承認したことを発表した。

## 戦績
- アマチュアボクシング：89戦 74勝 15敗
- プロボクシング：20戦 19勝 (14KO) 1敗

| 戦           | 日付           | 勝敗 | 時間     | 内容     | 対戦相手                       | 国籍           | 備考                                                                           |
| ------------ | -------------- | ---- | -------- | -------- | ------------------------------ | -------------- | ------------------------------------------------------------------------------ |
| 1            | 2017年9月30日  | ☆    | 1R 1:40  | TKO      | ラファエル・ザンブラーノ・ラブ | ブラジル       | プロデビュー戦                                                                 |
| 2            | 2017年10月27日 | ☆    | 1R 2:59  | KO       | パヴェル・ソルー               | チェコ         |                                                                                |
| 3            | 2018年1月27日  | ☆    | 4R 2:15  | TKO      | トム・リトル                   | イギリス       |                                                                                |
| 4            | 2018年2月24日  | ☆    | 8R       | 判定 3-0 | ショーン・ターナー             | アイルランド   |                                                                                |
| 5            | 2018年6月9日   | ☆    | 4R 1:50  | TKO      | フィリベルト・トバル           | メキシコ       |                                                                                |
| 6            | 2018年9月8日   | ☆    | 3R 3:00  | KO       | アミール・マンスール           | アメリカ合衆国 | WBCインターナショナルヘビー級王座決定戦                                        |
| 7            | 2018年12月8日  | ☆    | 8R       | 判定 3-0 | ケビン・ジョンソン             | アメリカ合衆国 |                                                                                |
| 8            | 2019年5月25日  | ☆    | 1R 1:00  | KO       | グレゴリー・コービン           | アメリカ合衆国 | WBCインターナショナル防衛1                                                     |
| 9            | 2019年8月24日  | ☆    | 3R 0:33  | KO       | マリオ・エレディア             | メキシコ       | WBCインターナショナル防衛2                                                     |
| 10           | 2019年12月7日  | ☆    | 3R 2:03  | KO       | エリック・モリーナ             | アメリカ合衆国 | WBCインターナショナル防衛3                                                     |
| 11           | 2020年9月26日  | ☆    | 2R 1:04  | KO       | アレクサンドル・カルトジア     | ギリシャ       |                                                                                |
| 12           | 2020年11月7日  | ☆    | 5R 2:20  | TKO      | ライデル・ブーカー             | アメリカ合衆国 | IBFインターナショナルヘビー級王座決定戦                                        |
| 13           | 2021年9月10日  | ☆    | 3R 終了  | TKO      | マルコ・ラドンジッチ           | モンテネグロ   | IBFインターナショナル防衛1                                                     |
| 14           | 2021年12月4日  | ☆    | 3R 0:40  | TKO      | エミール・アフマトビッチ       | ドイツ         | IBFインターナショナル防衛2                                                     |
| 15           | 2022年8月20日  | ☆    | 12R      | 判定 3-0 | 張志磊                         | 中華人民共和国 | IBF世界ヘビー級挑戦者決定戦                                                    |
| 16           | 2023年8月12日  | ☆    | 12R 1:01 | TKO      | デムシー・マッキーン           | オーストラリア |                                                                                |
| 17           | 2023年12月23日 | ☆    | 1R 1:46  | TKO      | マーク・デ・モリ               | オーストラリア |                                                                                |
| 18           | 2024年6月1日   | ★    | 8R 0:54  | TKO      | ダニエル・デュボア             | イギリス       | IBF世界ヘビー級暫定王座決定戦                                                  |
| 19           | 2025年4月5日   | ☆    | 10R      | 判定 3-0 | ジョー・ジョイス               | イギリス       | WBOインターナショナルヘビー級王座決定戦                                        |
| 20           | 2025年8月16日  | ☆    | 10R      | 判定 3-0 | デビッド・アデレイ             | イギリス       | WBAインターコンチネンタルゴールドヘビー級王座決定戦 WBOインターナショナル防衛1 |
| テンプレート |                |      |          |          |                                |                |                                                                                |

## 獲得タイトル
アマチュア
- 2010年AIBA世界ユース選手権スーパーヘビー級金メダル
- 2015年ヨーロッパアマチュアボクシング選手権スーパーヘビー級金メダル
- リオデジャネイロオリンピックスーパーヘビー級銅メダル

プロ
- WBCインターナショナルヘビー級王座
- IBFインターナショナルヘビー級王座
- WBOインターナショナルヘビー級王座
- WBAインターコンチネンタルヘビー級ゴールド王座